# Przemysław Nowacki
Przemysław Janusz Nowacki (ur. 4 kwietnia 1950 w Bydgoszczy) – polski neurolog, profesor nauk medycznych, w latach 2005–2012 rektor Pomorskiej Akademii Medycznej i Pomorskiego Uniwersytetu Medycznego w Szczecinie.

## Życiorys
W 1974 ukończył studia na Wydziale Lekarskim Pomorskiej Akademii Medycznej w Szczecinie. Uzyskiwał stopnie naukowe doktora i doktora habilitowanego, a w 1998 otrzymał tytuł profesora nauk medycznych. Specjalizował się jako lekarz w zakresie neurologii i neuropatologii.
Również od 1974 zawodowo związany z macierzystą uczelnią, dochodząc stopniowo do stanowiska profesora zwyczajnego. Był dziekanem Wydziału Lekarskiego (1990–1996), prorektorem (2002–2005), a w latach 2005–2012 rektorem. W czasie drugiej kadencji (2010) Pomorska Akademia Medyczna została przekształcona w Pomorski Uniwersytet Medyczny. Przemysław Nowacki został również kierownikiem Katedry i Kliniki Neurologii PUM oraz wiceprzewodniczącym Komitetu Nauk Neurologicznych Polskiej Akademii Nauk. W kadencji 2014–2017 prezes Polskiego Towarzystwa Neurologicznego.
Odznaczony m.in. Krzyżem Kawalerskim Orderu Odrodzenia Polski (2013).